# Madeleine Elbogen
Pour les articles homonymes, voir Elbogen.
Madeleine (Mady) Elbogen née Klein (née le 19 octobre 1922, Mulhouse, Haut-Rhin et morte le 1er février 1944, Auschwitz) est une étudiante juive orthodoxe française à la Faculté des sciences de l'université de Strasbourg repliée à Clermont-Ferrand, active dans le mouvement de jeunesse Yechouroun et l'épouse de André Elbogen, fusillé par les Allemands, et elle-même arrêtée dans la Rafle du 25 novembre 1943 et déportée à Auschwitz, où elle est assassinée à son arrivée. Elle est la sœur d'Henri Klein, fusillé en même temps qu'André Elbogen.

## Biographie
Madeleine (Mady) Elbogen née Klein,, est née le 19 octobre 1922 à Mulhouse (Haut-Rhin).
Elle est la fille d'Alexandre Klein, avocat conseil, et de Marguerite Klein née Meyer.
Son arrière-grand-père paternel, Salomon Wolf Klein, né à Bischeim, était grand-rabbin du Haut-Rhin à Colmar, jusqu'en 1867. Son grand-père paternel, le docteur Théodore Klein, exerce à Paris. Le grand-père maternel de Madeleine Elbogen, le docteur Ernest Meyer, exerce à Mulhouse jusqu'en 1939.
Alexandre Klein, le père de Madeleine Elbogen, vient habiter à Strasbourg en 1928. Il y demeure jusqu'à l'évacuation de la ville en 1939, lors de la Seconde Guerre mondiale.
Elle est la sœur d'Henri Klein, résistant fusillé par les Allemands, de Théo Klein, le futur chef de file du mouvement de jeunesse juive orthodoxe Yechouroun, de Moché Catane et de Claire Klein.
Pendant la guerre, Yechouroun continue d'organiser des camps d'été, une décision prise par une équipe de jeunes strasbourgeois dont Mady Klein (elle n'est pas encore mariée, donc elle est connue sous son nom de jeune fille).
Elle se marie le 5 juillet 1943 à Clermont-Ferrand avec André Elbogen. Mady Elbogen est comme André Elbogen étudiante à la Faculté des Sciences de l'université de Strasbourg, repliée à Clermont-Ferrand. André et Mady Elbogen seront mariés à peine 4 mois, car elle est arrêtée dans la rafle du 25 novembre 1943 à Clermont-Ferrand. Elle est transférée le 24 décembre 1943 au camp de Drancy avec le Matricule No. 10359. Elle est déportée dans le convoi no 66 en date du 20 janvier 1944 de Drancy à Auschwitz. Elle est assassinée à son arrivée à Auschwitz. Elle est officiellement déclarée morte le 1er février 1944,. Elle n'a pas encore 22 ans. Dans le train la déportant de Drancy à Auschwitz, elle écrit un dernier poème, et le jette par la fenêtre. Il sera apporté à la famille par un cheminot.
Claire Klein, dite Clairette, née le 9 juin 1924 à Mulhouse, est aussi étudiante à l'université de Strasbourg, repliée à Clermont-Ferrand. Elle est aussi arrêtée dans la rafle du 25 novembre 1943 à Clermont-Ferrand, en tentant de faire libérer sa sœur. Elle est transférée avec Mady le 24 décembre 1943 au camp de Drancy avec le matricule n°10360 (le numéro suivant celui de Mady). Elle est déportée avec Mady dans le convoi no 66 en date du 20 janvier 1944 de Drancy à Auschwitz. Elle est assassinée comme Mady à son arrivée à Auschwitz. Elle a à peine 20 ans.
Son beau-frère Isaïe Charles Elbogen, résistant, membre de la compagnie Marc Haguenau est mort le 18 juillet 1948 à la bataille de Latroun, dans la guerre d'indépendance d'Israël, à l'âge de 22 ans.

## La rafle du 25 novembre 1943
La rafle du 25 novembre 1943 contre l'université de Strasbourg à Clermont-Ferrand est ainsi décrite:
« Le 25 novembre 1943, à 10h30, tous les effectifs disponibles de la Gestapo de Clermont-Ferrand et de Vichy, ceux de la Sicherheitsdienst et une unité spéciale de la Luftwaffe (environ 200 hommes) encerclent le bâtiment de la faculté de lettres avenue Carnot, ainsi que les bâtiments d'autres facultés. Ils procèdent à l'arrestation d'environ 1 200 personnels, enseignants et étudiants. Un professeur de la faculté de lettres, Paul Collomp, et un collégien de 15 ans, Louis Blanchet, sont abattus pendant cette opération. Après plusieurs interrogatoires menés sur la base des renseignements fournis par un agent infiltré dans les réseaux de résistance universitaires, Georges Mathieu, deux groupes sont formés. Ceux qui seront libérés (400 personnes) et ceux qui seront transférés à la prison du 92e R.I. Arrivés à la prison, on effectue un nouveau « tri » correspondant à la mission donnée à la Gestapo: arrêter les personnes figurant sur une liste de 17 noms (Eppel, Sardon, Fuchs et son fils, Girard, Mlle Kuder…), arrêter tous les étudiants étrangers et tous les étudiants juifs, arrêter tous les Alsaciens-Mosellans de 18 à 30 ans susceptibles d'œuvrer dans la résistance et vérifier leur activité, et enfin arrêter les Doyens de la faculté. Mission confirmée par Georges Mathieu lors de son procès après guerre. 83 personnes sont ainsi maintenues en détention, puis pour, la plupart, déportées ».
« Ils ne sont pas revenus : […], Madeleine Elbogen née Klein, […]. »

## Le souvenir
L'université de Strasbourg inscrit les noms d'André Elbogen et de son épouse Mady Elbogen née Klein, sur une plaque commémorative située dans le hall de l'université,:

« André Elbogen et Madeleine Elbogen née Klein
Tous deux étudiants en sciences.
Ils s'étaient mariés quelques mois auparavant. Ce jour-là ils avaient dit en riant, qu'ils étaient si pauvres, qu'ils ne pouvaient pas s'acheter des alliances chez un bijoutier, mais que deux petits anneaux dorés de rideaux feraient bien l'affaire.
André arrêté à Saint-Étienne. Fusillé.
Madeleine arrêtée le 25 novembre 1943 à la Grande Rafle.
Déportée à Auschwitz, disparue.
et Tous les Autres
Ils ne méritent pas de tomber dans l'oubli.
Ils doivent demeurer dans la mémoire collective de la Nation »

.